# Diacamma indicum
Diacamma indicum (лат.) — вид муравьёв рода Diacamma из подсемейства Ponerinae (Formicidae). Южная и Юго-Восточная Азия, обитает в Индии, Бангладеш, Шри-Ланке.

## Описание
Понериновые муравьи средних размеров чёрного цвета, длина тела около 1 см. В стебельке между грудью и брюшком один членик (петиоль), но первый сегмент брюшка резко отделён перетяжкой от остальных. Вид был впервые описан в 1920 году итальянским мирмекологом Феликсом Санчи.
Тандемный бег используется этими муравьями исключительно для перемещения колонии. Исследования на D. indicum с ослабленным зрением показали, что эти муравьи полагаются на тигмотактические сигналы для тандемного бега и успешно переселяют своих товарищей по гнезду в отсутствие зрительных сигналов. Во время переселения у этого вида все взрослые самки бегают тандемом, а расплод и самцов в новое гнездо переносит либо взрослая самка-разведчица, либо последователи за мандибулы.
На примере муравья Diacamma indicum экспериментально обнаружено, что беспрепятственное движение антенн последователей важно для тандемного бега муравьев. При переселении колониям, подвергшимся воздействию по ограничению движении антеннами, потребовалось значительно больше времени для этого. Ограничение подвижности антенн не оказало существенного влияния на способность становиться лидерами тандемов, инициировать тандемные забеги или организацию работы. Однако муравьи с ограничением антенн совершали меньше тандемных пробежек и затрачивали на это значительно больше времени. Последователи с одним или обоими ограничителями антенн совершали значительно большее количество прерываний, и это влияло на выравнивание между лидером и последователем, поскольку последователи с ограничителями антенн отклонялись от лидера на больший угол и шли сбоку от него по сравнению с контрольными последователями.